# Blaesoxipha hardyi
Blaesoxipha hardyi är en tvåvingeart som beskrevs av Guilherme A.M.Lopes 1955. Blaesoxipha hardyi ingår i släktet Blaesoxipha och familjen köttflugor. Inga underarter finns listade i Catalogue of Life.